# Mesoptychia
Mesoptychia là một chi rêu trong họ Mesoptychiaceae.